# Borský park

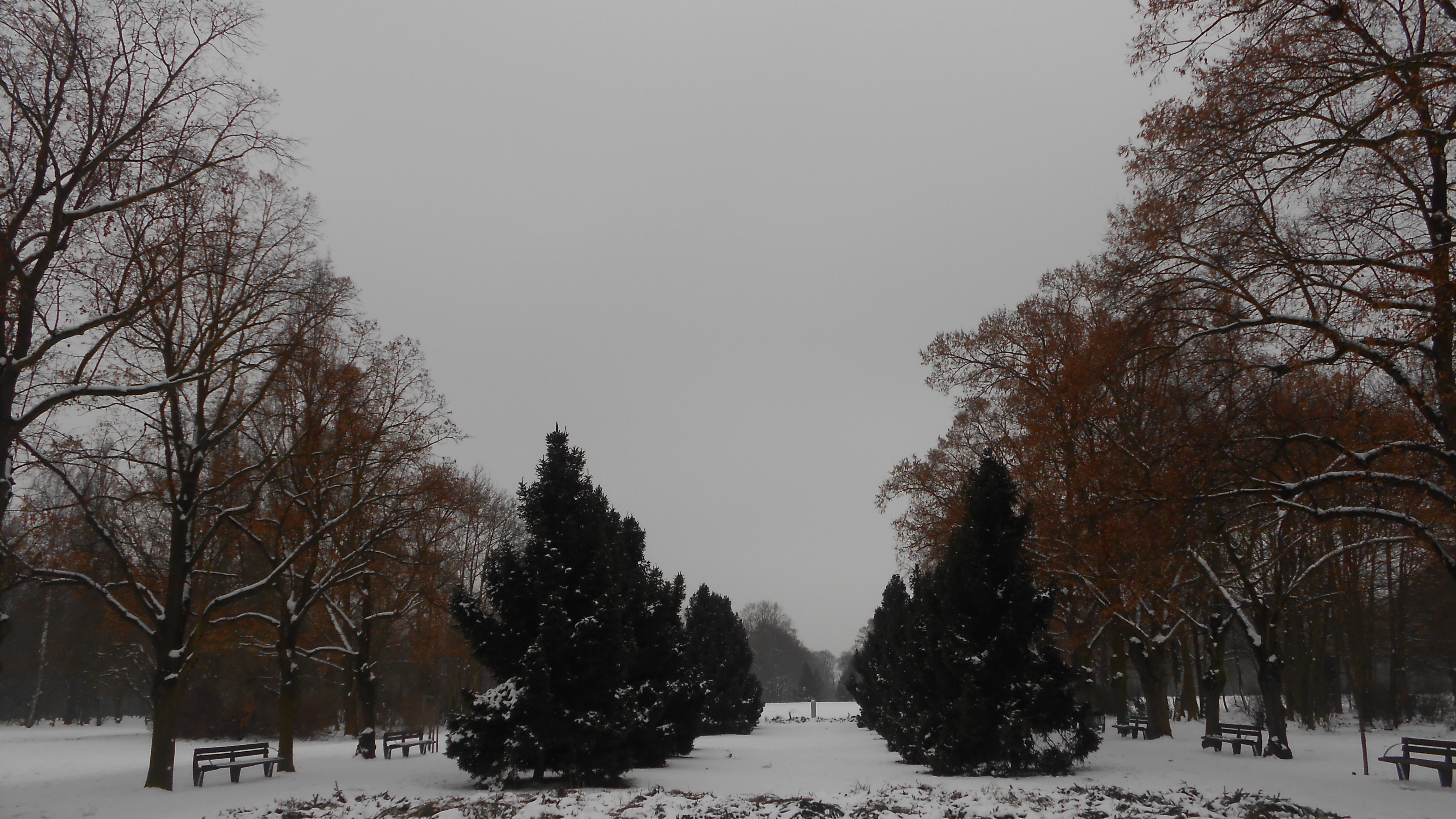
Borský park v zimě

Borský park je největší plzeňský park, nacházející se na jižním okraji města. Jeho historie sahá až do roku 1914, kdy architekt Leopold Batěk vypracoval návrh na založení sadu. Centrem sadu byla louka, kolem které vedla promenáda a aleje. Na některých místech byla ponechána volná místa, aby zůstal zachován výhled na hrad Radyni. Avšak kvůli probíhající válce nebylo možné zrealizovat celý návrh.
V roce 1915 zde byly vysázeny dvě lípy. První, zvaná lípa Husova, byla 18. dubna zasazena jako připomínka 500. výročí úmrtí mistra Jana Husa. O několik dní později (22. dubna) zde byla dětmi polských uprchlíků vysazena také Mickiewiczova lípa, jako památka na dobu, kdy našli své útočiště právě v Plzni  . Lípy jsou v parku dodnes a jejich historii připomínají dvě kamenné desky, které u nich leží. Po skončení první světové války změnil sad jméno na sad Českých legií (v mapách uváděn i pod názvem Sad českých legionářů).
V roce 1926 převzalo správu nad sadem město Plzeň, které ho dostalo jako dar od okresu. Sad se v té době rozléhal na ploše větší než 23 ha a byl největším sadem v celém Plzeňském kraji. Další rozšíření sadu přišlo až po roce 1930, kdy byly na jižní straně parku vysázeny nové stromy. Sad se tak rozrostl až k železniční trati, která vedla na trase Plzeň – Železná Ruda.
Mezi květnem a zářím 1945 byl v někdejším parku situován tábor a polní nemocnice 3. americké armády generála Pattona, jenž se vyznamenala při osvobozování západních Čech. V květnu 2025 byly pozůstatky tábora odkryty archeologickým průzkumem, vedeným Katedrou archeologie Filozofické fakulty ZČU. Na identifikaci nalezených artefaktů spolupracovali na něj též odborníci z amsterdamské univerzity. Na místě polní nemocnice dnes stojí sportoviště.
Tato historická část parku je součástí Borského parku dodnes. K ní se v pozdějších letech připojil lesopark, který se táhne na východ kolem sídliště Bory až do Doudlevec k Tyršovu mostu. Jižní část parku ohraničuje řeka Radbuza. V roce 2005 začaly v parku rozsáhlé rekonstrukce, které se týkaly především onoho historického středu. Oválná louka byla nově zatravněna a opatřena zavlažovacím systémem. V roce 2008 se Borský park umístil na druhém místě v celorepublikové soutěží Park roku.
Park je mezi obyvateli jižní části Plzně velmi oblíben a hojně navštěvován. Kromě klidu a odpočinku zde návštěvníci naleznou dostatek sportovního vyžití. Nachází se zde minigolfové hřiště, tělocvična a tenisové kurty v areálu TK Slavia Plzeň.